# Monte Sereno
Monte Sereno város az USA Kalifornia államában, Santa Clara megyében. Lakosainak száma 3479 fő (2020. április 1.).

## Népesség
A település népességének változása:
| Lakosok száma | 1506 | 3341 | 3479 |
|               | 1960 | 2010 | 2020 |